# Itera-Katusha
Itera-Katusha (código UCI: TIK), es un equipo ciclista ruso de categoría 
Continental.
Es equipo filial del Katusha y "cantera" de la formación rusa ProTeam junto al RusVelo y aunque no es un equipo enteramente sub-23, la mayoría de sus ciclistas son jóvenes.   

## Historia
El equipo se formó para la temporada 2010, como el siguiente paso del Russian Global Cycling Project. Fue el segundo equipo continental creado por el proyecto ruso, ya que en 2008 se había lanzado el Katyusha Continental Team, equipo que a mediados de 2010 desapareció. 
El Itera-Katusha fue presentado oficialmente el 23 de febrero de 2010 en Bedizzole (Italia) y la primera carrera que disputó fue cuatro días después en el Gran Premio dell'Insubria. La primera victoria se la dio Alexander Mironov el 16 de marzo cuando ganó el Trofeo Franco Balestra. Trece triunfos más acumuló a lo largo de la temporada finalizando en la 16.ª posición por equipos del UCI Europe Tour.
En 2011, lograron 26 victorias en diversos países como Francia, Portugal, Italia, Eslovaquia y Bulgaria, finalizando 10.º en el UCI Europe Tour y siendo el mejor equipo Continental en el ranking europeo. Esa posición fue mejorada en 2012 cuando fue 5.º por equipos en el calendario europeo, incluso superando a equipos de renombre como el Cofidis y el Europcar. Además tuvo en sus filas a quién se coronó campeón del mundo contrarreloj sub-23 ese año, Anton Vorobyev.
Debido a los casos de positivo por dopaje el equipo anunció su retirada de cara al 2016.

## Sede
La sede del equipo se encuentra en Italia, más precisamente en Lonato del Garda (Brescia).

## Clasificaciones UCI
A partir de 2005 la UCI instauró los Circuitos Continentales UCI, donde el equipo está desde que se creó dicha categoría registrado en el UCI Europe Tour. Mayoritariamente participa dentro de su circuito aunque también ha participado en carreras de otros circuitos, con lo cual ha estado en las clasificaciones del UCI Europe Tour Ranking, UCI America Tour Ranking y UCI Oceania Tour Ranking. Las clasificaciones del equipo y de su ciclista más destacado son las siguientes:

### UCI Europe Tour
| Temporada | Clasificación por equipos | Mejor corredor       | Posición |
| 2009-2010 | 16.º                      | Alexander Porsev     | 51.º     |
| 2010-2011 | 10.º                      | Nikita Novikov       | 26º      |
| 2011-2012 | 5.º                       | Viacheslav Kuznetsov | 26º      |
| 2012-2013 | 49.º                      | Maksim Razumov       | 116.º    |
| 2013-2014 | 29.º                      | Alexander Foliforov  | 134.º    |

### UCI America Tour
| Temporada | Clasificación por equipos | Mejor corredor   | Posición |
| 2009-2010 | 34.º                      | Alexander Porsev | 272.º    |

### UCI Oceania Tour
| Temporada | Clasificación por equipos | Mejor corredor       | Posición |
| 2009-2010 | 22º                       | Viacheslav Kuznetsov | 52.º     |

## Palmarés
Para años anteriores, véase Palmarés del Itera-Katusha

### Palmarés 2015

#### Circuitos Continentales UCI
| Fechas       | Circuito             | Carreras                                    | Ganador            |
| 13 de marzo  | UCI Europe Tour 2015 | 2.º etapa del Istrian Spring Trophy         | Sergey Nikolaev    |
| 19 de marzo  | UCI Europe Tour 2015 | 1ª etapa del Gran Premio de Sochi (CRE)     | Itera-Katusha      |
| 2 de abril   | UCI Europe Tour 2015 | Prólogo del Tour de Kuban (CRI)             | Maxim Pokidov      |
| 4 de abril   | UCI Europe Tour 2015 | 2.ª etapa del Tour de Kuban                 | Dmitry Samokhvalov |
| 5 de abril   | UCI Europe Tour 2015 | Tour de Kuban                               | Dmitry Samokhvalov |
| 17 de abril  | UCI Europe Tour 2015 | 1.ª etapa del Gran Premio de Adigueya (CRE) | Itera-Katusha      |
| 5 de mayo    | UCI Europe Tour 2015 | Prólogo de los Cinco Anillos de Moscú (CRI) | Sergey Nikolaev    |
| 20 de junio  | UCI Europe Tour 2015 | 3.ª etapa de la Vuelta a Serbia             | Sergey Pomoshnikov |
| 17 de julio  | UCI Europe Tour 2015 | 3.ª etapa del Giro del Valle de Aosta       | Matvei Mamykin     |
| 29 de agosto | UCI Europe Tour 2015 | 7.ª etapa del Tour del Porvenir             | Matvei Mamykin     |

## Plantilla
Para años anteriores véase:Plantillas del Itera-Katusha

### Plantilla 2015
| Nombre             | Nacimiento | Nacionalidad | Equipo 2014    |
| Sergey Belykh      | 04/03/1990 | Rusia        | Team 21        |
| Denis Borovik      | 20/10/1995 | Rusia        | Neoprofesional |
| Igor Frolov        | 23/01/1990 | Rusia        | Itera-Katusha  |
| Dmitrii Ignatev    | 27/06/1988 | Rusia        | Itera-Katusha  |
| Evgeniy Krivosheev | 22/11/1998 | Rusia        | Neoprofesional |
| Andrey Lukonin     | 02/03/1995 | Rusia        | Team 21        |
| Ivan Lutsenko      | 17/08/1995 | Rusia        | Neoprofesional |
| Matvei Mamykin     | 31/10/1994 | Rusia        | Team 21        |
| Danil Nemykin      | 13/03/1995 | Rusia        | Team 21        |
| Sergey Nikolaev    | 05/02/1988 | Rusia        | Itera-Katusha  |
| Maxim Pokidov      | 11/07/1989 | Rusia        | Itera-Katusha  |
| Sergey Pomoshnikov | 17/07/1990 | Rusia        | RusVelo        |
| Maksim Razumov     | 12/01/1990 | Rusia        | Itera-Katusha  |
| Sergey Rozin       | 05/01/1995 | Rusia        | Team 21        |
| Anton Samokhvalov  | 18/11/1986 | Rusia        | Neoprofesional |
| Dmitry Samokhvalov | 18/11/1986 | Rusia        | Neoprofesional |
| Denis Zhuykov      | 12/10/1993 | Rusia        | Team 21        |

1. ↑  Desde el 22 de junio.
2. ↑  Hasta el 31 de julio.